# Färöischer Fußballpokal 1976
Der Färöische Fußballpokal 1976 fand zwischen dem 16. Mai und 10. Oktober 1976 statt und wurde zum 22. Mal ausgespielt. In den beiden Endspielen siegte Titelverteidiger HB Tórshavn mit 1:0 und 3:0 gegen KÍ Klaksvík und konnte den Pokal somit zum 13. Mal gewinnen.
HB Tórshavn und KÍ Klaksvík belegten in der Meisterschaft die Plätze zwei und drei.

## Teilnehmer
Teilnahmeberechtigt waren folgende sieben Mannschaften der 1. Deild:
| 1. Deild                                                                              |
| B36 Tórshavn HB Tórshavn ÍF Fuglafjørður KÍ Klaksvík NSÍ Runavík TB Tvøroyri VB Vágur |

## Modus
Für den Pokal waren alle Erstligisten zugelassen. KÍ Klaksvík war direkt für das Halbfinale gesetzt. Die verbliebenen Mannschaften spielten in einer Runde die restlichen drei Teilnehmer aus. Im Vergleich zum Vorjahr spielten ab dieser Saison vier Mannschaften im Halbfinale, für das Finale war niemand mehr automatisch gesetzt. Alle Runden wurden im K.-o.-System ausgetragen.

## Qualifikationsrunde
Die Partien der Qualifikationsrunde fanden am 16. Mai statt.
|              | Ergebnis |                 |
| ------------ | -------- | --------------- |
| B36 Tórshavn | 1:0      | ÍF Fuglafjørður |
| TB Tvøroyri  | 3:0      | NSÍ Runavík     |
| VB Vágur     | 3:4      | HB Tórshavn     |

## Halbfinale
Die Halbfinalpartien fanden am 15. August statt.
|              | Ergebnis |             |
| ------------ | -------- | ----------- |
| B36 Tórshavn | 0:1      | KÍ Klaksvík |
| HB Tórshavn  | 4:1      | TB Tvøroyri |

## Finale

### Hinspiel
| Paarung  | KÍ Klaksvík – HB Tórshavn |
| Ergebnis | 0:1                       |
| Datum    | 3. Oktober 1976           |
| Stadion  | Við Djúpumýrar, Klaksvík  |
| Tore     | ?                         |

### Rückspiel
| Paarung  | HB Tórshavn – KÍ Klaksvík |
| Ergebnis | 3:0                       |
| Datum    | 10. Oktober 1976          |
| Stadion  | Gundadalur, Tórshavn      |
| Tore     | ?                         |